# 韓克忠

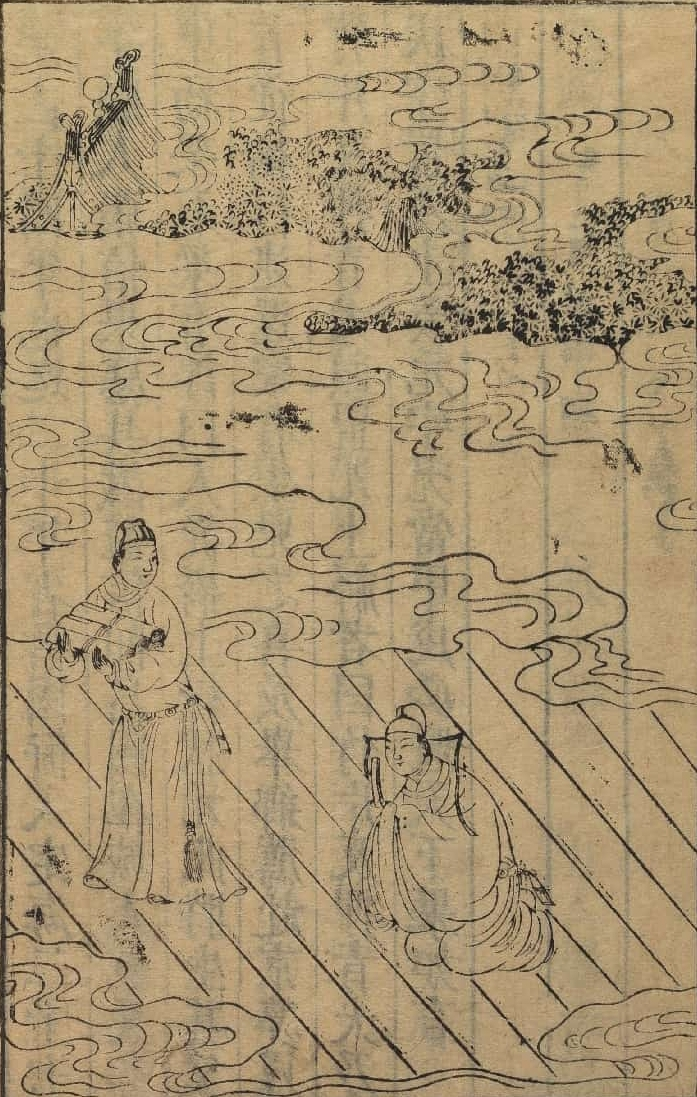
韓克忠

韓克忠（？—？），字守信，山東武城人。明朝狀元、政治人物。

## 生平
明太祖洪武三十年（1397年）丁丑科夏榜進士，授翰林院修撰。当年春季会试中，韓克忠原本落第，且没有一名北方考生上榜，状元为福建闽县的陈䢿。后来，落第的北方考生上疏称考官偏袒南方考生，导致明太祖将考官刘三吾等定为胡蓝党，重新发榜，韓克忠才得以成为状元，此榜将南方人全部落榜，被称为“南北榜”。官至監察御史。